# Wilhelm Tell (Politiker)
Wilhelm Tell (* 1. Oktober 1871 in Leipzig; † 12. Mai 1950) war ein deutscher Politiker.

## Leben
Wilhelm Tell begann seine politische Laufbahn als Bürgermeister von Altenburg, der Residenzstadt des Herzogtums Sachsen-Altenburg.
Am 12. November 1918, am Tag bevor er abdankte, ernannte ihn Herzog Ernst II. von Sachsen-Altenburg zum Leitenden Staatsminister. Er stand einem Kabinett vor, das aus herzoglichen Beamten und Landtagsabgeordneten der Mehrheitssozialdemokratischen Partei Deutschlands (MSPD) gebildet wurde. Als sich am 13. November 1918 der Freistaat Sachsen-Altenburg konstituierte, leitete er weiterhin dessen Regierung. Am 27. März 1919 legte der sein Amt nieder, sein Nachfolger wurde der Sozialdemokrat August Frölich. Für den Freistaat Sachsen-Altenburg führte Tell die Verhandlungen, die den Zusammenschluss mit den thüringischen Kleinstaaten Sachsen-Gotha, Sachsen-Meiningen, Sachsen-Weimar-Eisenach, Schwarzburg-Rudolstadt, Schwarzburg-Sondershausen sowie dem Volksstaat Reuß zum Land Thüringen am 1. Mai 1920 vorbereiteten.
Bis 1929 war Wilhelm Tell Abgeordneter des Thüringer Landtages, zunächst für die Deutsche Demokratische Partei (DDP), danach für die Volksrechtpartei (VRP).